# Довер (округ Баффало, Вісконсин)
Довер (англ. Dover) — місто (англ. town) в США, в окрузі Баффало штату Вісконсин. Населення — 515 осіб (2020).

## Демографія
Згідно з переписом 2010 року, у місті мешкало 486 осіб у 167 домогосподарствах у складі 134 родин. Було 199 помешкань
Расовий склад населення:
| - 96,7 % — білих - 2,7 % — осіб інших рас |

До двох чи більше рас належало 0,6 %. Частка іспаномовних становила 1,4 % від усіх жителів.
За віковим діапазоном населення розподілялося таким чином: 31,1 % — особи молодші 18 років, 58,6 % — особи у віці 18—64 років, 10,3 % — особи у віці 65 років та старші. Медіана віку мешканця становила 36,7 року. На 100 осіб жіночої статі у місті припадало 118,9 чоловіків;  на 100 жінок у віці від 18 років та старших — 113,4 чоловіків також старших 18 років.
Середній дохід на одне домашнє господарство  становив 65 031 долар США (медіана — 52 813), а середній дохід на одну сім'ю — 70 357 доларів (медіана — 58 750). Медіана доходів становила 43 125 доларів для чоловіків та 34 583 долари для жінок. За межею бідності перебувало 22,2 % осіб, у тому числі 39,3 % дітей у віці до 18 років та 15,2 % осіб у віці 65 років та старших.
Цивільне працевлаштоване населення становило 238 осіб. Основні галузі зайнятості: виробництво — 21,8 %, освіта, охорона здоров'я та соціальна допомога — 21,8 %, сільське господарство, лісництво, риболовля — 18,5 %.